# Bienal de Música Brasileira Contemporânea
A Bienal Brasileira de Música Contemporânea é um festival de música organizado pela Funarte, realizado desde 1975 no Rio de Janeiro, que reúne compositores e instrumentistas brasileiros ou residentes no país para execução de composições escritas para variadas formações musicais. 

## Histórico
A iniciativa para realização da Bienal Brasileira de Música Contemporânea surgiu a partir dos I e II Festivais de Música da Guanabara, em 1969 e 1970, respectivamente, organizados pelo compositor Edino Krieger. Ele teve o apoio de Myrian Dauelsberg, então diretora da Sala Cecília Meireles, para realizar a primeira Bienal, ocorrida de 8 a 12 de outubro de 1975. As três primeiras Bienais foram organizadas pela Sala Cecília Meireles e a partir da quarta edição, elas foram encampadas pela Funarte, quando Edino Krieger dirigia a área musical dessa Fundação.
A Bienal ocorre sempre em anos ímpares no Rio de Janeiro e é precedida de convite a compositores brasileiros no país e no exterior, e a estrangeiros aqui residentes, para que proponham a apresentação de suas obras de criação recente. As propostas eram avaliadas por comissões de seleção constituídas por músicos de renome escolhidos pela Funarte.